# Kapil Sibal
Pour les articles homonymes, voir Sibal (homonymie).
Kapil Sibal (pendjabi : ਕਪਿਲ ਸਿਬਲ, hindi : कपिल सिब्बल), né le 8 août 1948, est un avocat et homme politique indien. Il est depuis le 15 novembre 2010 ministre des communications et des technologies de l'information.
En février 2012, il porte plainte, avec d'autres personnalités politiques, contre les 20 principales sociétés du secteur Internet pour exiger un plan de filtrage des « contenus offensants » sur le web indien.